# مدرسه مموریال

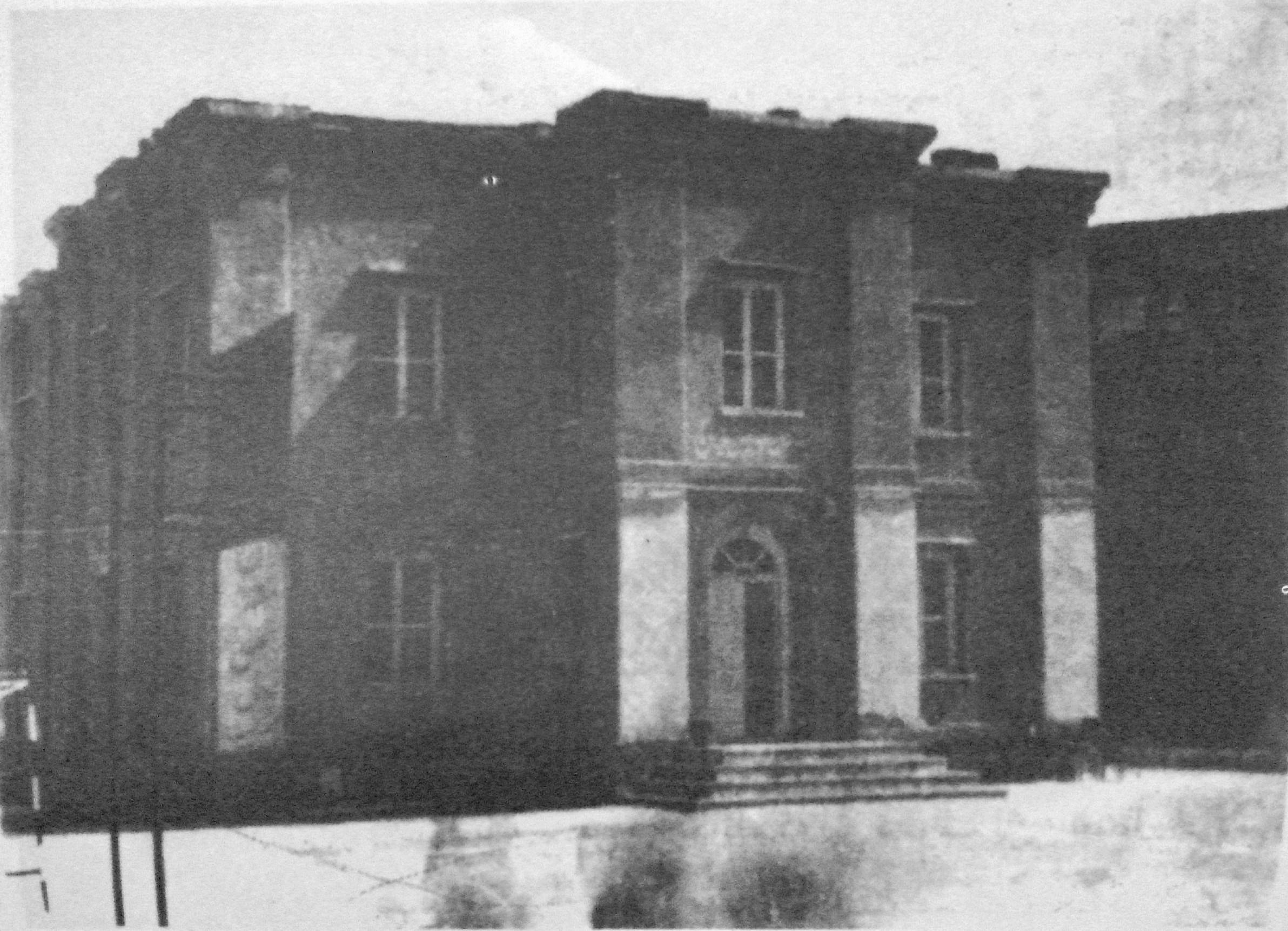
مدرسه مموریال تبریز

مدرسه مموریال آمریکایی تبریز (به انگلیسی: American Memorial School in Tabriz) یا مدرسه یادبود آمریکایی تبریز که در سال ۱۸۸۱ تأسیس گردید، از مدارس قدیم شهر تبریز بود که توسط مبلغین مذهبی فرقه پرسبیتری آمریکایی اداره می‌شد.
از معلمان مشهور آن هوارد باسکرویل معلم آمریکایی این مدرسه بود که در جریان انقلاب مشروطه در نبردی به همراه مشروطه خواهان کشته شد.
این مدرسه یکی از موسساتی بود که توسط هیئت‌های اعزامی آمریکایی، که در شهر تبریز از اواسط قرن نوزده میلادی خدمت کرده بودند، بنیان گذاشته شده بود. در این مدرسه ۸۰ مسلمان و ۱۳۵ مسیحی ارمنی و آشوری ثبت نام کرده بودند. ساموئل جی. ویلسون (Samuel G. Wilson)، مدیر مدرسه، در یک گزارش سالانه چنین اظهار کرده بود: «خیلی عجیب است که فهرست حضور و غیابی را بخوانی که بیش از نیمی از آن‌ها دارای لقب «خان» هستند و نام‌های پدرانشان را «عزت السلطنه» یا «فخر النظام» به یدک می‌کشند… علاوه بر رهبران این مردم، ما معلم‌هایی برای مدارس جدید نیز تربیت می‌کنیم.»

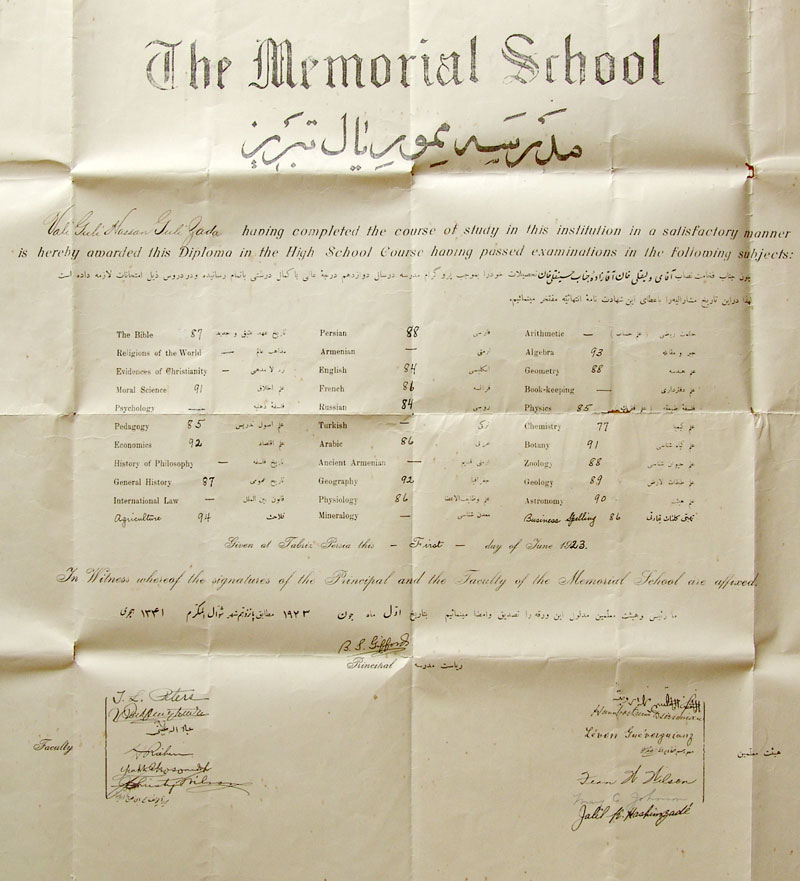
دیپلم ولیقلی دیلفانیان از مدرسه مموریال. در تصویر دیپلم اسامی مدیر مدرسه، هیئت معلمین و فهرست درس‌های مدرسه در سال ۱۹۲۳ قابل مشاهده است.

## پیشینه
این آموزشگاه، نخستین مدرسه‌ای است که از سوی میسیون آمریکایی که مذهب پروتستان داشتند، با نام مموریال (به معنی یادگاری) در تبریز گشایش یافت.
رضا امین سبحانی، تاریخ آغاز فعالیت آن را ۱۸۷۹ میلادی می‌داند. حسین امید نیز افتتاح این مدرسه را ۱۸۸۴ نوشته و می‌افزاید: «... در سال‌های نخستین تأسیس، مدرسهٔ مموریال اهمیتی نداشت. شاگردان آنجا منحصر به ارامنه بودند. عدهٔ آن‌ها نیز محدود و معدود بوده‌است، ولی بعدها مدرسه کسب اهمیت کرده، جمعی از محصلین مسلمان نیز در آن مدرسه تحصیل می‌کردند. پس از مشروطیت و نهضت فرهنگی، مدرسهٔ مموریال بر اهمیت خود افزوده‌است.»
طبق نوشته روزنامه شاهین چاپ تبریز، به مناسبت یکصدمین سالگرد تأسیس مدرسه، ساعت شش بعدازظهر روز یکشنبه دهم خرداد ماه ۱۳۱۵ شمسی، جشن بسیار مفصل و با شکوهی با شرکت بیش از هزار نفر برگزار می‌گردد. این مدرسه در آن روزها «صبا» نامیده می‌شد. به این ترتیب، طبق نوشته روزنامه شاهین، تاریخ تأسیس این مدرسه به سال ۱۸۳۶ میلادی می‌رسد. در این زمینه در شماره ۱۰ سال دوم روزنامه الحدید چاپ تبریز که در روز یکشنبه ششم رجب ۱۳۲۴ منتشر شده، این اطلاعیه به چاپ رسیده‌است:
«مدرسه آمریکایی موسوم به مموریال که به قرار سنوات سابق به جهت تابستان تعطیل شده بود، شانزدهم رجب افتتاح خواهد شد. هر کس از آقایان مایل باشند که اطفال خود را بدین مدرسه ارسال فرمایند، با کمال ممنونیت پذیرفته خواهند کرد و دروسی که تدریس می‌شود، به قرار ذیل است: فارسی و عربی که مخصوصاً سعی و مراقبت زیاد خواهد شد، انگلیسی و فرانسه و روسی و از علوم مختلفه. توضیح آن که محض اکمال زبان فرانسه، معلم فرانسوی‌الاصل از مملکت فرانسه جلب شده تا افتتاح مدرسه وارد خواهد شد و اشخاصی که خیال تحصیل داشته باشند، لازم است تا شروع مدرسه تشریف آورده و اسامی خود را ثبت دفتر فرمایند…»
کسروی می‌نویسد: «پیش از جنبش مشروطه و همچنین در سال‌های نخست آن جنبش، مدرسهٔ آمریکاییان در تبریز (مموریال اسکول) در نزد آزادیخواهان ارجی می‌داشت، زیرا یگانه جایگاهی می‌بود که زبان انگلیسی و دانش اروپایی درس داده می‌شدی و بسیاری از جوانان بیدارمغز به آنجا آمد و رفت می‌داشتندی و در این هنگام نیز یک داستانی به همبستگی میان آن مدرسه با جنبش مشروطه پدیدآورد و آن پیوستن مستر باسکرویل، یکی از آموزگاران آنجا به مجاهدان تبریز و کشته شدن وی در راه مشروطه ایران بود.»
بنا به نوشته تاریخ فرهنگ آذربایجان، مدرسه مموریال آمریکایی طبق دستور وزارت فرهنگ مانند تمام مدارس خارجی در سال ۱۳۱۸ تعطیل شده و این مدرسه به مدرسه پروین تغییر نام داد. زمین و محوطه بسیار بزرگ مموریال اسکول پس از مدتی تفکیک شده و مؤسسات چندی همچون میدان ورزشی مموریال، سپس دبیرستان رسالت، دبیرستان نبوت، مدرسه راهنمایی نصر، سالن ورزشی حمزه، کودکستان شهید توانا، کلیسای پروتستانی انجیلی و چندین واحد مغازه و اتاق در ضلع غربی و جنوب غربی در محدوده خیابان شریعتی جنوبی (شهناز) به وجود آمد که تاکنون پابرجا هستند. در محوطه دبیرستان پروین، علاوه بر ساختمان تاریخی و قدیمی مموریال، ساختمان‌های متعددی در این مدرسه اضافه شده که پس از انقلاب ۱۳۵۷، دبیرستان پروین به دبیرستان توحید تغییر نام داد.